# زلنیکووو (استان کرجالی)
زلنیکووو (به بلغاری: Zelenikovo) یک منطقهٔ مسکونی در بلغارستان است که در شهرستان کاردژالی واقع شده‌است.